# 디보로수쿠스

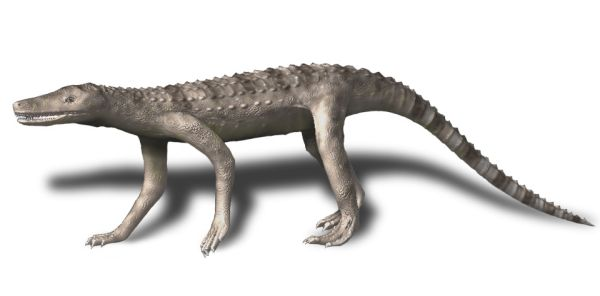

디보로수쿠스(학명:Dibothrosuchus elaphros)는 악어목 크로커다일과에 속하는 악어이다. 지금은 멸종된 악어로 몸길이가 1.64m인 작은 악어에 속한다.

## 특징
디보로수쿠스는 날카로운 청각을 가진 것이 특징이다. 작은 지상파의 악어로 현생의 악어와 같은 보컬 동물 중에 하나이다. 위턱에는 주누팁 뼈마다 5개의 작은 이빨들이 나 있으며 아래턱에도 17개의 작은 이빨이 있고 상심진과 주누팁 뼈의 사이엔 작은 구멍이 뚫려 있어서 이빨이 확대되었다. 날씬하고 긴 꼬리를 가지고 있었으며 긴 다리에는 뾰족한 주총을 가진 것이 특징이다. 아래턱의 양쪽에는 적어도 11개의 이빨이 존재했으며 두개골 꼭대기에는 몇 개의 작은 능선이 존재하였다. 청력을 지원하는 두개골의 부분은 잘 발달되어 있었고 디보로수쿠스는 이런 예리한 청각을 이용하여 다른 악어들과 긴밀한 의사소통이 가능했을 것으로 추정된다. 먹이로는 당대에 서식했던 물고기 및 작은 동물들을 주로 잡아먹었을 것으로 추정되는 육식성의 악어로 추정된다.

## 생존시기와 서식지와 화석의 발견
디보로수쿠스가 생존하던 시기는 쥐라기 초기로서 지금으로부터 2억년전~1억 8천만년전에 살았던 고대의 악어이다. 생존하던 시기에는 필로돈토수쿠스와 함께 중국과 동남아시아에서 주로 서식하는 악어였다. 화석의 발견은 1965년에 중국의 안후이성에 존재하는 쥐라기의 지층에서 고생물학자들에 의해 처음으로 발견이 되어 새로이 명명된 종이다.

## 같이 보기
- 악어
- 중생대
- 쥐라기
- 파충류
- 화석